# Monte Lera
Monte Lera – szczyt w Alpach Graickich, części Alp Zachodnich. Leży w północnych Włoszech w regionie Piemont. Należy do masywu Alpi di Lanzo e dell’Alta Moriana. Szczyt można zdobyć ze schroniska Rifugio Luigi Cibrario (2616 m).
Pierwszego wejścia dokonali Martino Baretti i Giuseppe Cibrario 15 września 1873 r.